# Susan Huntington Gilbert
Susan Huntington Gilbert Dickinson (19 de diciembre de 1830 - 12 de mayo de 1913) fue la amiga y amante por más de 40 años de la famosa poeta estadounidense Emily Dickinson, quien también era su cuñada. Susan además fue una escritora, poeta, viajera. Nacida en Old Deerfield, Massachusetts, Susan era la pequeña de seis hermanos, hijos de Thomas y Harriet Arms Gilbert.

## Vida

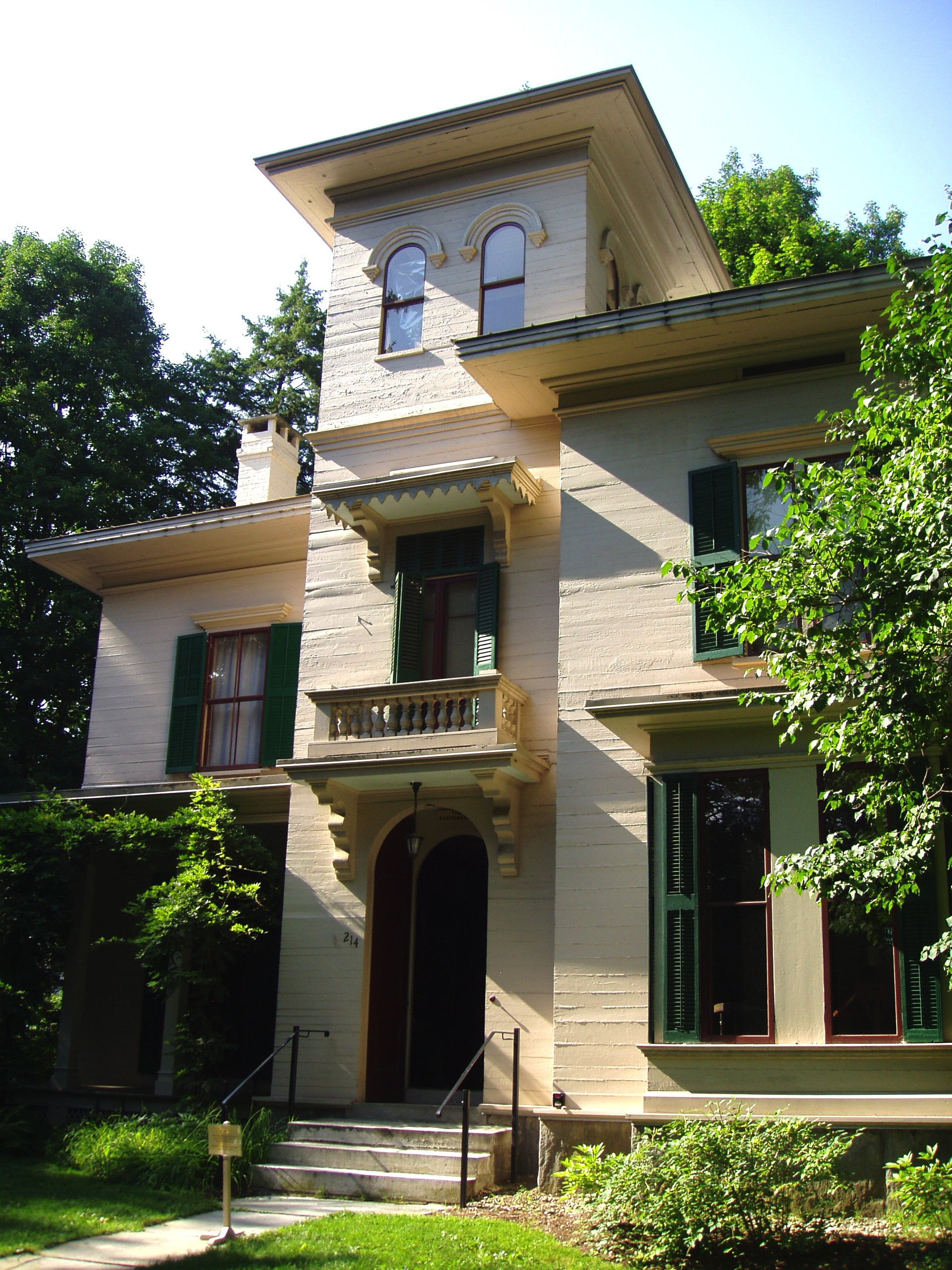
The Evergreens, hogar de Susan y Austin Dickinson, proporcionado por el Museo Emily Dickinson de Amherst.

Susan se quedó huérfana con once años, después de que su madre muriera en 1837 y su padre en 1841. Desde entonces hasta finales de 1840, cuando se fue a vivir a Amherst con su hermana Harriet y su cuñado William Cutler, Susan creció con su tía, Sophia Arms Van Vranken, en Geneva (Nueva York) donde asistió a la academia para señoritas de Utica. Susan también asistió a la academia de Amherst cuando vivía con su hermana Harriet, pero tan sólo un semestre en el otoño de 1847. En 1853 ella y Austin Dickinson se comprometieron, casándose posteriormente, el 1 de julio de 1856, en el hogar de los Van Vranken. Fue una "boda tranquila" con "muy pocos amigos y los hermanos y hermanas de Susan, una pequeña tarta y un poco de helado." Aunque la joven pareja se planteó mudarse al oeste, a Míchigan, donde vivían los hermanos mayores de Susan, Edward Dickinson se aseguró de que nunca abandonaran Amherst convirtiendo a Austin en su socio legal y haciéndoles construir una casa a medida, "The Evergreens", en un terreno junto a su Propiedad. Las generosas sumas que Susan recibió de sus hermanos ayudaron a amueblar Evergreens con una vitrina con aparadores de roble, una chimenea verde de mármol adornada con la escultura de Cupido y Psique de Canova, sillas góticas y pinturas victorianas, donde la futura esposa se imaginaba invitando a sus hermanos a "una cena de ostras en una noche fría" (carta de agosto de 1855). Susan y Austin tuvieron tres hijos:
- Edward (Ned) Dickinson, nacido en 1861;
- Martha (Mattie or Mopsy) Dickinson, nacida en 1866;
- Thomas (Gib) Gilbert, nacido en 1875.

Sus dos hijos murieron antes que ella (Gib en 1883 y Ned en 1898).

## Imagen pública de Susan
Se ha descrito a Susan como "la mujer más garbosa del Massachusetts occidental", "astuta y cosmopolita", aumentando con "el poder" su "frivolidad, esnobismo e implacabilidad", una "editora inteligente" que fue la "lectora más responsable" de Emily, de "notable perspicacia [...] como mentora de cierto nivel" que, se dice, se negó a editar los poemas de Emily para su publicación.
Emily Dickinson la llamaba con cariño "muñequita", y con inagotable admiración se la describía como una "avalancha de sol" un "soplo de Gibraltar" que pronunciaba "inexpugnables sílabas", "domingo" de espíritu, y la "imaginación" en persona con palabras de "genealogía plateada". La relación de amor existente entre Susan y Emily Dickinson durante 40 años siempre ha sido ocultada, censurada y negada. Susan Dickinson fue una intelectual de peso (fue matemática y profesora de matemáticas en Baltimore en el curso 1851-52), vivaz, carismática, arrogante a veces, generosa a menudo, lectora sagaz y astuta y madre entregada. Sus experiencias y el significado de las mismas para Emily Dickinson se hicieron inevitablemente contestatarios en un entorno con pocas posibilidades para las mujeres, sus logros y sus aportaciones al patrimonio literario y artístico de la sociedad.

## Susan y Emily

### Relación epistolar
Lo más importante en la relación de décadas de duración entre Susan y Emily Dickinson es lo que puede saberse, a partir de la escritura y lecturas de Susan, de las prácticas poéticas, compositivas y epistolares que Emily conocía y cultivaba para su propio embate con el mundo. La misma Dickinson describía su relación en términos literarios comparando su amor por Susan con el de Dante por Beatriz, el de Swift por Stella y el de Mirabeau por Sophie de Ruffey,, y la tutela de Susan como una con Shakespeare. Obviamente, valoraba las opiniones de Sue acerca de la lectura y la escritura, y ambas mujeres compartían una teoría afectiva acerca de la poesía. Sobre "A salvo en sus cámaras de alabastro", Sue escribió que el primer verso es de tal fuerza expresiva que "siempre tengo que acercarme al fuego y calentarme tras pensar en él, pero nunca lo logró"; unos años más tarde, Thomas Higginson parafraseó el comentario crítico de Emily, que se hacía eco de Sue: "Si leo un libro y siento todo el cuerpo tan frío que ningún fuego es ya capaz de calentarme, sé que eso es poesía..."
Entre los documentos de Susan, hay cientos y cientos de cartas que la muestran como su amante y amiga atenta, numerosos artículos sobre temas tan diversos como el valeroso trabajo de las enfermeras y el arte de la arquitectura, estudios críticos de "La divina belleza del otoño comienza" (celebración de dicha estación impresa en The Republican (Springfield, Massachusetts)|the Republican ) y de la obra de Arthur Sherburne Hardy "El viento del destino", que encuentra de lo más "renovador" por "no considerar idiota al lector y exigir un moderado bagaje de pensamiento e imaginación" (comentario que también la revela como la más acérrima lectora de Emily). Además de coleccionar himnos a la Reina Victoria, los propios escritos de Susan honran a las fuertes mujeres que han sido pioneras en algo. Su memoria sobre Elizabeth Blackwell (la primera mujer médico de Estados Unidos, conocida, no solo por su labor médica, sino también por sus esfuerzos para abrir la profesión a las mujeres), cuenta cómo "naturalmente las mujeres deploraban" esta labor intelectual ajena a su esfera pero que habla de sus cualidades por sí misma, y más en el contexto de la propia lucha por el conocimiento de Susan, un viaje de toda una vida que sus miles de libros atestiguan.

#### En la cultura popular
La relación entre Emily y Susan se retrata en la película Wild Nights with Emily y se explora en la serie de televisión Dickinson.Ambas representaciones estuvieron fuertemente influenciadas por la investigación de Martha Nell Smith, una de las primeras eruditas en teorizar que Susan era el amor de la vida de Emily.

### Muerte de Emily
La creencia de Susan en los rituales sencillos como manifestación profunda se demuestra tal vez de la mejor manera en la sencilla bata de franela que diseñó y con la que vistió a Emily en su lecho de muerte, haciéndola yacer en un féretro blanco, con orquídeas y violetas (símbolo de la lealtad) en el cuello y dos heliotropos (símbolo de devoción) en la mano. Este último acto sobre el cuerpo de Emily subraya "el amor profundo que sentían mutuamente", "su vida compartida, su profunda y compleja intimidad" y que ambas esperaban una "resurrección después de la muerte" de dicha intimidad. Además de envolver el cuerpo de su querida amante para su entierro, Susan escribió el obituario de Emily, un cariñoso retrato de una mujer fuerte y brillante, entregada a su familia y a sus vecinos, y a su escritura, para la que se propuso los más serios objetivos y las más elevadas ambiciones. A pesar de estar "cansada y triste" por la pérdida de su más querida amante, el escrito de Susan fue tan expresivo que Higginson lo quiso utilizar como introducción a los poemas de 1890 (de hecho, sirvió como borrador para la introducción de Todd al segundo volumen de poemas de 1891). Susan termina el obituario llamando la atención de los lectores hacia la Emily escritora y al hecho de que sus palabras van a pervivir. En los documentos encontrados de su hija Marta puede comprobarse que los cuatro líneas siguientes volvieron a utilizarse en una ceremonia de los Dickinson, tal vez para concluir el propio funeral de Susan:

En rocíos como estos partíamos;

En mediodías como estos se alzaba, 

Revoloteando primero, más firme después, 

A su justo reposo.

|  |

## Publicaciones

### La obra de Susan
Desde la distancia de un siglo y tras la sistematización de los estudios dickinsonianos, debemos abordar esta relación asumiendo que Emily era la escritora y Sue la lectora. Siempre. Aun así, a lo largo de su vida Sue escribió constantemente artículos, críticas, diarios, poemas, cartas y memorias, y editó ella misma libros y álbumes corrientes en el Springfield Republican, así como recortables de sus figuras admiradas como la Reina Victoria, y poemas, artículos y cuentos de otros escritores, incluida Emily. Desde el principio, Dickinson se entusiasma con la idea de que "Susie" escriba un diario, exclamando que quiere "encuadernarlo - a mi costa", y entre los documentos encontrados en Evergreens hay un diario de un viaje que hizo a Europa a principios de 1900, cuando tenía setenta y cinco años. Como viajera de edad e inveterada escritora, Susan visitó París, Niza, Colonia, Zúrich, Verona, Venecia, Florencia, Roma, La Haya y Londres, deleitándose en la majestuosidad arquitectónica de los edificios de las iglesias y en la belleza sublime de las "cumbres alpinas, nevaditas...tan reparadoras después de París", cuidando de registrar sus observaciones y encuentros con nuevos y antiguos conocidos, normalmente con una vena literaria o poética. En el barco de regreso, las entradas de su diario comparan las "capas de nubes" con los "blancos Alpes señalando hacia arriba".
Además de escribir diarios durante toda su vida, Susan publicó varios cuentos en el Springfield Republican: "Un agujero en la alta sociedad" (2 de agosto de 1908), "La muerte de Zaratustra" (marzo de 1910), “El circo hace ochenta años” (principios de 1900) y, posiblemente, "El caso de los Brannigans" (aunque este podría ser de su hija Marta). En enero de 1903, escribiendo desde Roma, Susan publicó una larga crítica sobre las "Obras tempranas de Harriet Prescott’s Spofford" en forma de carta al editor del Republican. Defendiendo la reedición de las primeras obras de Spofford, menciona a "mi cuñada, Emily Dickinson" como autoridad, insistiendo en la positiva reacción de ésta tras su lectura: "Es lo único que he visto en mi vida sin pensar que lo podría haber escrito yo. Estás más cerca del mundo que yo. Envíame todo lo que escriba" y citando la afirmación de Dickinson "porque el amor es más fuerte que la muerte", en su propia interpretación de la "circunstancia" de Prescott. En los "Anales de Evergreens", un manuscrito a máquina que no se publicó hasta 1980, al principio Susan ensalza las "flores de granado" de Prescott y después pasa a describir una vida en Evergreens rica en intercambio cultural, donde leían a los Brownings, Thomas de Quincey, Julia Ward Howe, Thomas Carlyle y Shakespeare, y se solazaban con muchos visitantes distinguidos, como Ralph Waldo Emerson, Harriet Beecher Stowe, el abolicionista Wendell Phillips o el diseñador de paisajes Frederick Olmsted. Embellecen estas páginas otras personalidades relacionadas más íntimamente con el círculo de los Dickinson, a medida que Susan relata cautivadoras anécdotas sobre almuerzos con "espárragos frescos" y "ensalada de nuestro jardín", y cenas con "agradable cordero con frambuesas" con el editor Samuel Bowles y su mujer Mary, la amiga Maria Whitney, Josiah y Elizabeth Holland, y el juez Otis P. Lord, cuya recitación de un himno acompañado por una "notable actuación artística" por parte de Vinnie (Lavinia) queda afectuosamente registrada en los "Anales".

### Participación de Susan en las publicaciones de Emily
Los íntimos que la conocían tanto como su cuñada Lavinia, algo más de dos años más joven, le han criticado francamente el hecho de que no publicara los poemas de Emily con suficiente premura. En efecto, esta es una parte importante de su historia, pues se relaciona con el estudio de la poeta. Ella misma, en la mencionada carta de 1890 a Higginson, describe su concepción de un volumen con los escritos de Emily con "muchos pequeños fragmentos en prosa de sus primeras cartas que sobrepasan con mucho la correspondencia mantenida entre Gunderodie y Bettine von Arnim [amistad romántica celebrada por Goethe]...con pintorescos fragmentos para mis hijos...Desde luego que debería de haberme adelantado a las críticas publicándolas simplemente". En una carta de marzo de 1891 a Ward detalla su idea de un volumen tal, que también incluiría las "ilustraciones" de Emily para los poemas de 1890, "que muestran su ingenioso humor, que siempre ha sido dejado de lado".
Susan imagina un volumen mucho más holístico que la versión reducida de finales del siglo XIX editada por Higginson y Todd. El suyo habría estado lleno de dibujos y bromas, además de versos profundos, y su diseño muestra que no habría dividido los poemas en las categorías habituales de "Vida", "Amor", "Eternidad y tiempo" y "Naturaleza", sino que habría hecho hincapié en la integración de la poesía con la experiencia cotidiana, la destreza intelectual de Emily y sus cuestionamientos filosóficos de los reinos espiritual, corpóreo, emocional y mental. Sus críticas a las ediciones y sus descripciones de cómo habría preparado una edición de los escritos de Emily para su "subasta" al mundo son, para los actuales lectores, aprisionados en la alta tecnología de pantallas e imágenes, auténticas avenidas de la cultura decimonónica del manuscrito como intercambio literario, en la que Susan y Emily participaron constantemente.

### Algunos poemas

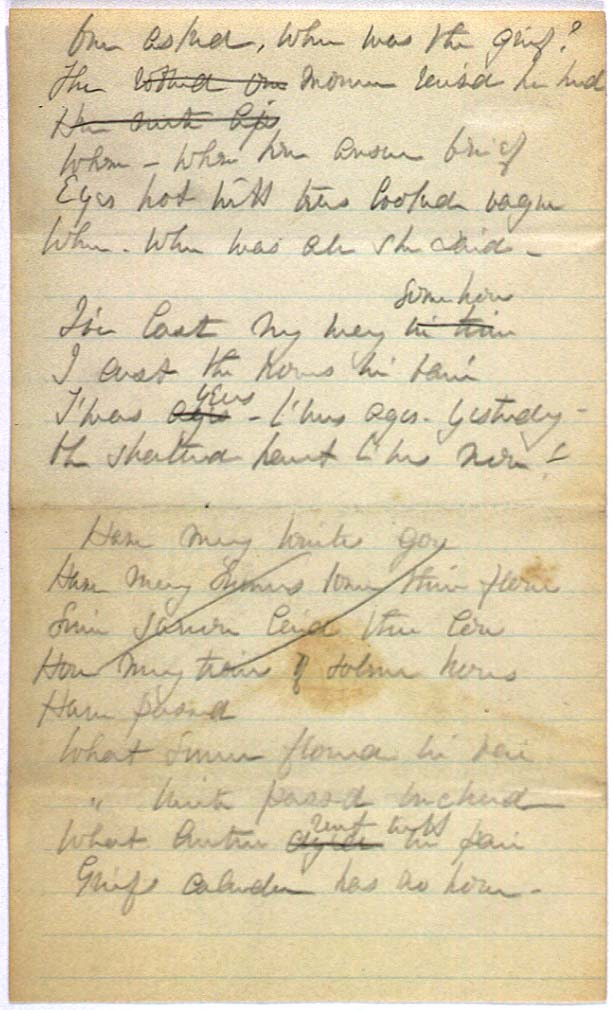
Manuscrito del poema de Susan Dickinson "One asked, when was the grief." Es posible que lo escribiera tras la muerte de su hijo menor Thomas (Gib) Gilbert Dickinson. Cortesía de [http://archive.emilydickinson.org/susan/tgrief.html Writings by Susan Dickinson

- “One asked, when was the grief?”
- "I'm waiting but she comes not back"
- “The Sun always kept low”
- “The days when smiles over tears will prevail”
- death with his white fingers” (enlace roto disponible en Internet Archive; véase el historial, la primera versión y la última).
- “There are the autumn days of the Spring”
- “Hyssop”
- “Amor”
- “Of June, and her belongings”
- “Irony” (or “Crushed before the Moth”)
- “Minstrel of the passing days”
- “Valentines Day” (H Box 9)